# Amelie Lux
Pour les articles homonymes, voir Lux.
Amelie Lux, né le 5 avril 1977 à Oldenbourg, est une véliplanchiste allemande.

## Carrière
Amelie Lux participe aux Jeux olympiques d'été de 2000 à Sydney et remporte la médaille d'argent dans la catégorie du Mistral One Design.